# Brunswick (Tyne y Wear)
Brunswick es un pueblo y una parroquia civil del distrito de Newcastle upon Tyne, en el condado de Tyne y Wear (Inglaterra).

## Geografía
Según la Oficina Nacional de Estadística británica, Brunswick tiene una superficie de 3,62 km².

## Demografía
Según el censo de 2001, Brunswick tenía 1024 habitantes (45,21% varones, 54,79% mujeres) y una densidad de población de 282,87 hab/km². El 17,29% eran menores de 16 años, el 71,29% tenían entre 16 y 74 y el 11,43% eran mayores de 74. La media de edad era de 42,15 años. Del total de habitantes con 16 o más años, el 29,04% estaban solteros, el 47,34% casados y el 23,61% divorciados o viudos.
El 97,36% de los habitantes eran originarios del Reino Unido. El resto de países europeos englobaban al 1,37% de la población, mientras que el 1,27% había nacido en cualquier otro lugar. Según su grupo étnico, el 98,54% de los habitantes eran blancos, el 1,17% asiáticos y el 0,29% negros. El cristianismo era profesado por el 77,02%, el hinduismo por el 0,29%, el islam por el 0,88% y el sijismo por el 0,29%. El 12,37% no eran religiosos y el 9,15% no marcaron ninguna opción en el censo.
418 habitantes eran económicamente activos, 384 de ellos (91,87%) empleados y 34 (8,13%) desempleados. Había 471 hogares con residentes, 11 vacíos y 3 eran alojamientos vacacionales o segundas residencias.